# Marta Hoffmann
Marta Hoffmann (* 10. Juli 1913; † 15. Februar 2001) war eine norwegische Ethnologin, Textilhistorikerin und Textilarchäologin. Sie war wissenschaftliche Mitarbeiterin am Norsk Folkemuseum.

## Leben
Marta Hoffman studierte Kunstgeschichte an der Universität Oslo, wo sie 1939 als Magister graduierte. Sie arbeitete als Konservatorin auf dem Gebiet der Textiltechnologie am Norsk Folkemuseum in Oslo. 1946 regte sie die Gründung des kulturhistorischen Archivs Norsk etnologisk gransking (NEG) an.

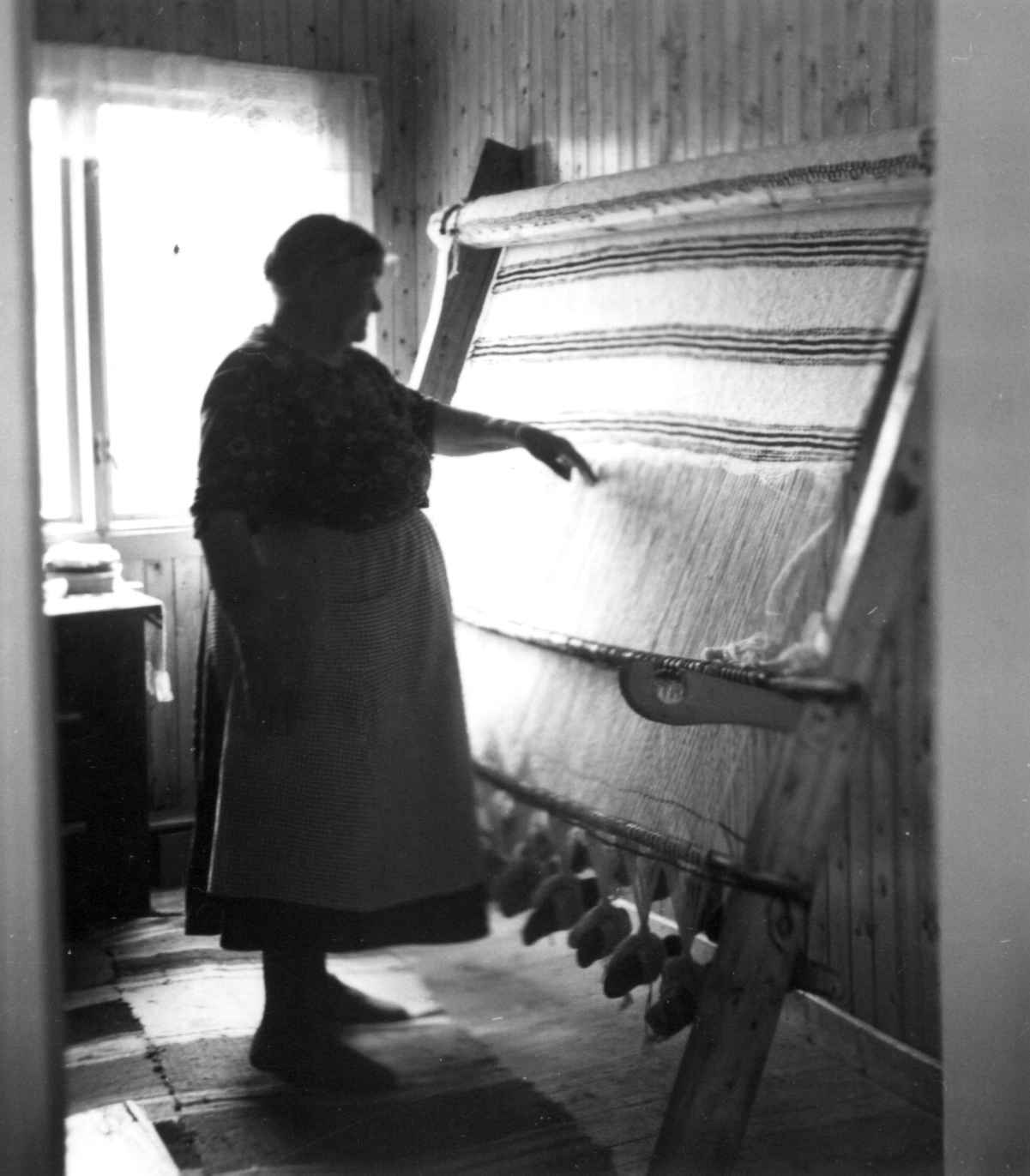
Weberin am Gewichtswebstuhl, Foto von Marta Hoffmann (1955)

Mit einer Dissertation zum Gewichtswebstuhl in Skandinavien wurde sie zum Dr. phil. promoviert. Die bahnbrechende Abhandlung wurde 1964 in englischer Sprache unter dem Titel The Warp-weighted Loom: Studies in the History and Technology of an ancient Implement veröffentlicht. In seiner Rezension nennt Hans-Jürgen Hundt das Buch eine „unentbehrliche Hilfe“ und hebt hervor: „Es darf ohne Übertreibung gesagt werden, daß das vorliegende Buch M. Hoffmanns einen äußerst glücklichen Wurf darstellt. Es hält nicht nur die letzten Reste einer aussterbenden alteuropäischen Webtradition in allen Einzelheiten für die Nachwelt fest; es behandelt neben dem Gewichtswebstuhl selbst auch die auf ihm möglichen und im Laufe der Geschichte hergestellten Produkte mit erschöpfender Gründlichkeit“.
In ihren Abhandlungen zeigte sie, dass die uralte Kett- und Schusswebtechnik, die in archäologischen Funden in ganz Europa belegt ist, in den nordischen Ländern noch immer verwendet wurde, sowohl in der norwegischen Volkskultur als auch teilweise in der samischen Kultur.
Ab 1959 war sie zusammen mit der Dänin Margrethe Hald und den Schwedinnen Elisabeth Strömberg und Agnes Geijer Teil einer nordischen Arbeitsgruppe, die gemeinsam die Nordisk Textilteknisk Terminologi (1967) erarbeitete.

## Schriften
- The Warp-weighted Loom. Studies in the history and technology of an ancient implement. Oslo: Universitetsforlaget 1964 (= Studia Norvegica 14)
- Greneveving i Manndalen. En levende tradisjon med røtter i forhistorisk tid. in: Norsk Folkemuseums årbok 26, S. 123–138.
- Jærhuset. 1943
- Rokk og spinning i tukt- og manufakturhusene. in: Norsk Folkemuseums årbok
- mit  Elisabeth Strömberg, Agnes Geijer, Margrethe Hald: Nordisk textilteknisk terminologi - Förindustriell vävnadsproduktion. 1967, 3. Auflage 1979 ISBN 978-82-518-0246-8
- Fra fiber til tøy: tekstilredskaper og bruken av dem i norsk tradisjon. Oslo: Landbruksforlaget 1991